# Hypostomus spinosissimus
El raspabalsa (Hypostomus spinosissimus ) es una especie de pez de agua dulce, de la familia  de los loricáridos y del orden de los siluriformes.

## Distribución geográfica
Es originario de Sudamérica, se encuentra en la cuenca del golfo de Guayaquil, en Ecuador.

## Morfología
El macho puede alcanzar 56,5 cm de longitud total.